# Bérenx
Bérenx ist eine französische Gemeinde mit 423 Einwohnern (Stand 1. Januar 2022) im Département Pyrénées-Atlantiques in der Region Nouvelle-Aquitaine (vor 2016: Aquitanien). Die Gemeinde gehört zum Arrondissement Oloron-Sainte-Marie (bis 2016: Arrondissement Pau) und zum Kanton Orthez et Terres des Gaves et du Sel (bis 2015: Kanton Salies-de-Béarn).
Der Name in der gascognischen Sprache lautet Berencs.

## Geographie
Bérenx liegt im nördlichen Teil des Départements, circa 55 Kilometer nordwestlich von Oloron-Sainte-Marie, ca. 10 km westlich von Orthez auf dem linken Ufer des Gave de Pau in der historischen Provinz Béarn.
Umgeben wird der Ort von den Nachbargemeinden:
|                 | Ramous Baigts-de-Béarn                      |                   |
| Bellocq         | Kompassrose, die auf Nachbargemeinden zeigt | Salles-Mongiscard |
| Salies-de-Béarn |                                             |                   |

Bérenx liegt im Einzugsgebiet des Flusses Adour und liegt am linken Ufer des Gave de Pau, einem seiner Zuflüsse. Der Arriou de Cazaubon, ein Nebenfluss des Gave de Pau, markiert zu einem großen Teil die westliche Gemeindegrenze. Der Arriou de Mondran, ein Nebenfluss des Saleys, durchquert das südliche Gebiet der Kommune.

## Geschichte
Der Hügel Saint Picq erlaubt eine weite Aussicht auf das Tal des Gave de Pau. Diesen Vorteil haben die Menschen schon recht früh genutzt und auf diesem Hügel ein befestigtes Lager angelegt. Eine Motte mit einem Durchmesser von 60 Metern mit einem doppelten Ring von Böschungen und Gräben wurde errichtet. 1103 wurde eine Burg an der Stelle mit zwei Türmen errichtet, die eine geschätzte Sichtweite von 60 km erlaubten. Vizegraf Gaston IV. von Béarn hat den Bau beauftragt, nachdem er vom Ersten Kreuzzug aus Jerusalem zurückgekommen war.
Gilhem de Berencs wird 1240 im Kopialbuch der Abtei Saint-Jean de Sorde erwähnt, 1241 dort als Gilhem de Berens.
Bei der Volkszählung im Jahr 1385 wurden 71 Haushalte gezählt und vermerkt, dass das Dorf in der Bailliage von Rivière-Gave liegt, ein damaliges Erzpriestertums des Bistums Dax. Weitere Toponymen waren in der Folge Berenxs (1461, Urkunden von Béarn), Verencxs (1548, Reformation vom Béarn), Berenlx (1582, Veräußerung des Bistums Dax).
Während der Hugenottenkriege wurde gegen 1620 die Burg, die mit protestantischen Truppen besetzt war, belagert. König Ludwig XIII. ließ sie schließlich schleifen. Die Türme wurden vollständig zerstört, allein Erdaufschüttungen und Mauerreste sind übrig geblieben. Auf der Karte von Cassini 1750 ist sie als Ruine bei Berenx eingetragen. Während der Französischen Revolution 1793 wird Bérenx als Bereux geführt, während des Französischen Konsulats acht Jahre später neben Bereux auch als Bérenx.
Im Rahmen der napoleonischen Kriege spielte die Gemeinde eine gewisse Nebenrolle. Beim Aufmarsch der alliierten Armeen unter dem Oberbefehl von Arthur Wellesleys, dem späteren Duke of Wellington, überquerten einige von seinen Einheiten im Februar 1814 am Vorabend der Schlacht bei Orthez den Gave über eine Furt bei Bérenx, da der französische General Éloi-Charlemagne Taupin die Brücke über den Fluss zuvor zerstört hatte.

### Einwohnerentwicklung
Nach dem Höchststand von 941 Einwohnern in der Mitte des 19. Jahrhunderts ist die Zahl in Wellen bis zu den 1950er Jahren um mehr als die Hälfte zurückgegangen. Seitdem bleibt sie auf dem gleichen Niveau.
| Jahr      | 1962 | 1968 | 1975 | 1982 | 1990 | 1999 | 2006 | 2009 | 2022 |
| --------- | ---- | ---- | ---- | ---- | ---- | ---- | ---- | ---- | ---- |
| Einwohner | 479  | 461  | 444  | 471  | 496  | 475  | 480  | 485  | 423  |

## Sehenswürdigkeiten

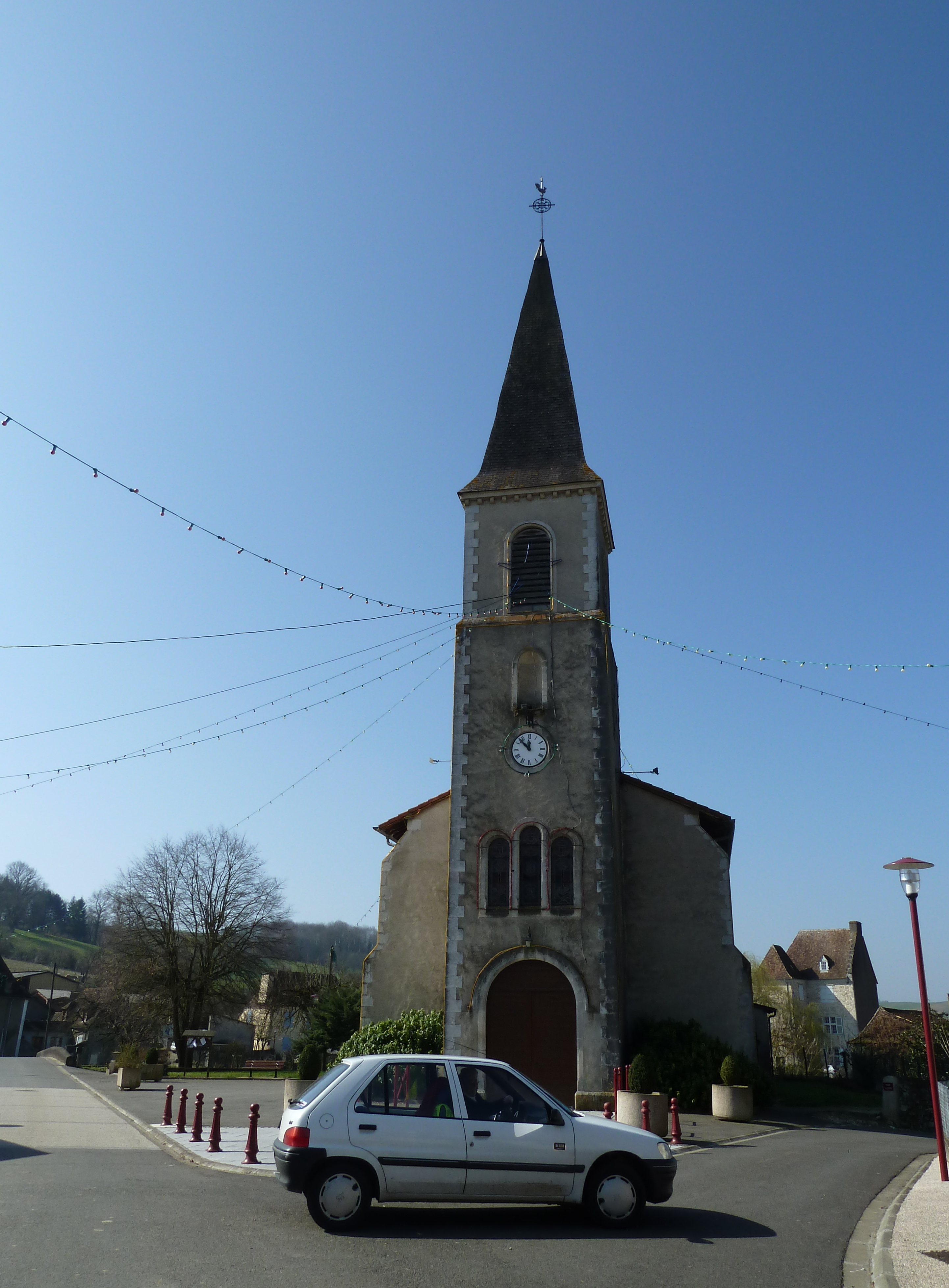
Kirche Saint-Pierre Saint-Jean-Baptiste

- Kirche, gewidmet dem Apostel Simon Petrus und Johannes dem Täufer. Ein Gotteshaus in Bérenx wurde bereits ab 1343 erwähnt. Die Ortskirche wurde von 1784 bis 1789 restauriert, 1878 vollständig wieder aufgebaut. Das heutige einschiffige Gebäude hat eine flache Apsis und einen Kirchturm über dem Eingang. Die Glasfenster wurden vom renommierten Toulouser Glasmaler Louis-Victor Gesta 1934 erschaffen.[12]

## Wirtschaft und Infrastruktur

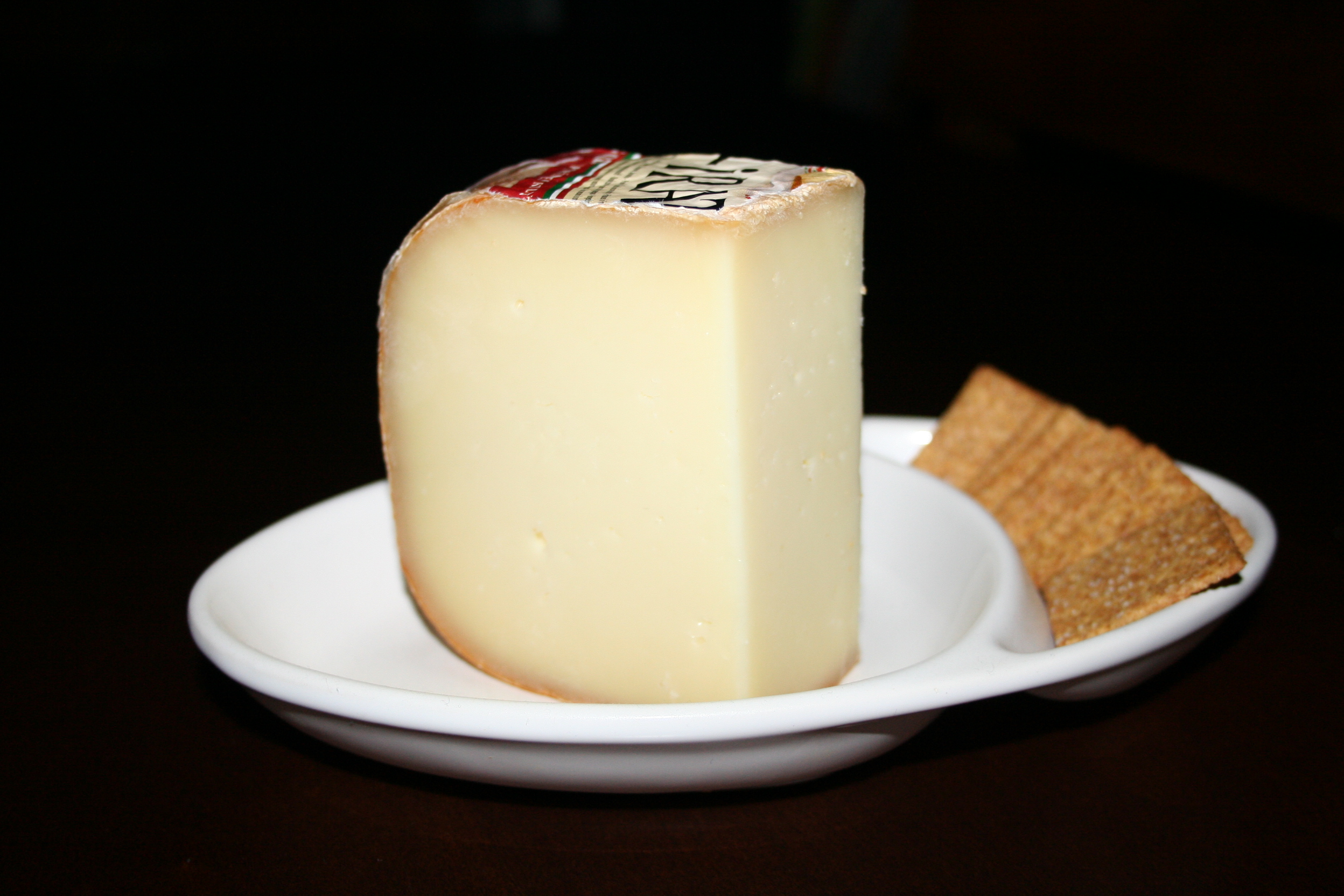
Ossau-Iraty

Die Wirtschaft wird hauptsächlich durch die Landwirtschaft bestimmt. Bérenx liegt in den Zonen AOC des Weinbaugebiets Béarn und des Ossau-Iraty, ein traditionell hergestellter Schnittkäse aus Schafsmilch.

### Verkehr
Bérenx wird durchquert von den Routes départementales 29 und 933 (ehemalige Route nationale 133). Die Autoroute A64, genannt La Pyrénéenne, führt abschnittsweise durch das nördliche Ortsgebiet, allerdings ohne direkte Ausfahrt.